# NGC 6062
NGC 6062 este o liner situată în constelația Hercule. A fost descoperită în 20 iunie 1884 de către Édouard Stephan⁠(d).